# Oligomer

maltosa je dimerem dvou alfa glukós

Oligomer v biologii a chemii označuje molekulu složenou z dvou až 10 menších podjednotek, tzv. monomerů, navzájem kovalentně vázaných, nebo i skupinu 2 až 10 molekul vázaných slabšími mezimolekulárními interakcemi (iontovou vazbou, vodíkovými můstky nebo van der Waalsovými silami).
Oligomer je nízkomolekulární látka složená z merů, která změnou počtu konstitučních jednotek znatelně mění svoje fyzikálně chemické vlastnosti. Oproti tomu polymer po změně počtu konstitučních jednotek fyzikálně chemické vlastnosti znatelně nemění.